# Abwehrflammenwerfer 42

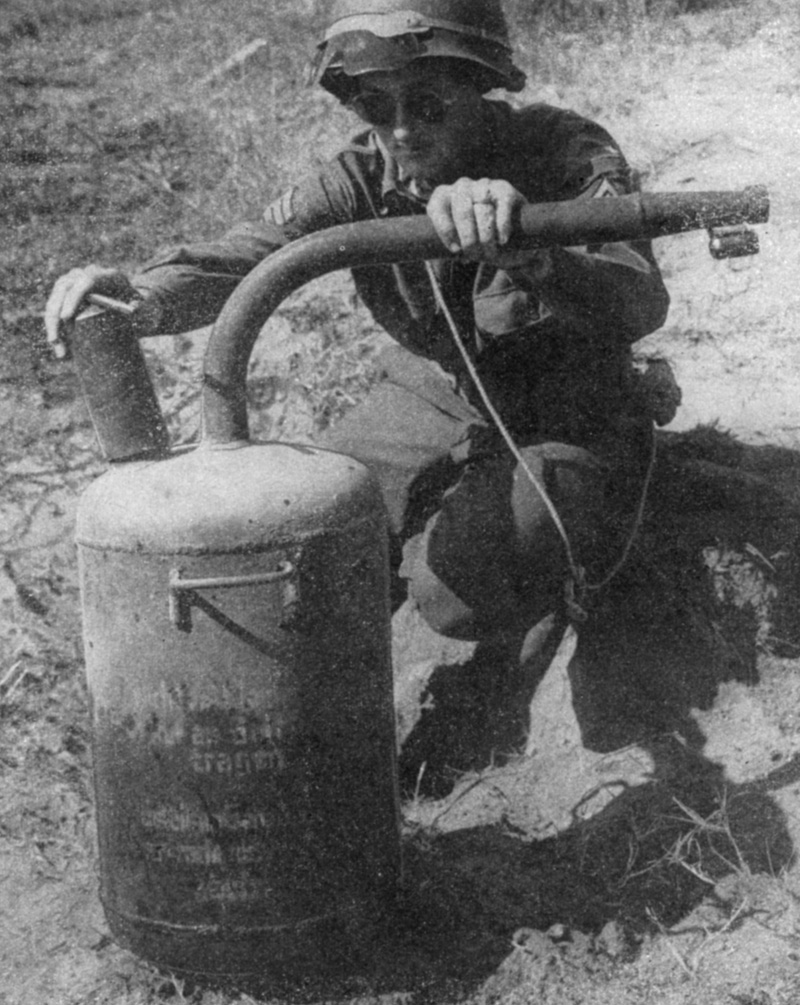
Ein amerikanischer Soldat untersucht einen deutschen stationären Flammenwerfer, wahrscheinlich ein Abwehrflammenwerfer 42

Der deutsche Abwehrflammenwerfer 42 wurde als defensiver, stationärer Flammenwerfer bzw. als  Mine im Zweiten Weltkrieg benutzt. Die Konstruktion dieser Waffe wurde der sowjetischen Mine FOG-1 nachempfunden, die von der Wehrmacht während des Unternehmens Barbarossa erbeutet worden war.

## Funktion
Die Waffe bestand aus einem zylindrischen Behälter mit einer Höhe von etwa 53 cm, in den max. 29,5 Liter einer Mischung von leichten, mittleren und schweren Ölen passten. Darauf war ein zweiter kleinerer Zylinder befestigt, der das Treibmittel enthielt – normalerweise Schwarzpulver oder eine Mischung aus Zellulosenitrat und Diethylenglykol. Daneben befand sich ein gebogenes Flammrohr von 50 mm Durchmesser und etwa 50 cm Länge mittig auf dem Brennstoffzylinder; war der Behälter eingegraben, lag nur dieses über der Erdoberfläche.
Wurde die Brandwaffe zum Beispiel durch ein elektrisches Signal oder einen Stolperdraht ausgelöst, entzündete ein Sprengzünder das Treibmittel, das den Brennstoff aus dem Behälter drückte. Ein zweiter kleiner Sprengsatz entflammte den Brennstoff, wenn er aus dem Flammrohr austrat. Die Flamme war bei einer Reichweite von knapp 30 Metern etwa 4,5 m breit und 2,7 m hoch. Der Brennstoff reichte für einen Betrieb von etwa 1,5 Sekunden.

## Einsatzgebiete
Abwehrflammenwerfer 42 waren Antipersonenwaffen, die üblicherweise in Abständen von 10 bis 27 Metern eingegraben wurden, um Straßenblockaden, Landungsgebiete an Stränden, Hafenwände und andere Hindernisse gegen Infanterie zu verteidigen. Sie wurden entweder von anderen Minen oder Stacheldraht umgeben.